# 窄鰓棘箱魨
窄鰓棘箱魨為輻鰭魚綱魨形目鱗魨亞目箱魨科的其中一種，為溫帶海水魚，分布於西南太平洋的紐西蘭海域，棲息深度145-172公尺，體長可達10.4公分，棲息於大陸棚，生活習性不明。